# 東岡創示
東岡 創示（ひがしおか そうじ、1949年または1950年 - 2010年〈平成22年〉9月13日）は、日本の地方公務員。東京都水道局次長、同局長を歴任。瑞宝小綬章受章。位階は従五位。

## 経歴
早稲田大学政治経済学部卒業、1974年（昭和49年）東京都庁に入職し、水道局に配属された。都庁職としての経歴の大半を水道局で過ごした水道事務系プロパーで、総務部総務課長、総務部長を務め、2006年夏 同局次長に就任。2007年5月 ニューヨークで開催された第2回世界大都市気候変動サミットでそのレベルを高く評価された。同年7月 御園良彦の後任として水道局長。監理団体との一体的運営体制の構築など、同局の多様で積極的な施策を展開した。尾﨑勝を後任として都庁退職。
2010年9月、60歳で死去。

## 栄典
死没日をもって叙勲で瑞宝小綬章を受章し、従五位を叙位された。

## 著書
- 東京水道:東岡創示・新局長、これからの水道事業を語る 次世代への継承と革新、さらに国際協力へ[7]